# Patrizia Reggiani
Patrizia Reggiani Martinelli (n. 2 decembrie 1948, Vignola, Emilia-Romagna, Italia) este fosta soție a lui Maurizio Gucci. În timpul anilor 1980, în timp ce era căsătorită cu  Maurizio Gucci, ea a fost o italiancă bogată și o înaltă personalitate în modă. La sfârșitul anului 1998 a trecut printr-un proces scandalos urmărit îndeaproape de publicul italian pentru uciderea soțului ei.

## Relația cu Maurizio Gucci
În anul 1973 ea s-a căsătorit cu Maurizio Gucci cu care a avut doi copii, Allegra și Alessandra. În data de 2 mai 1985, după 12 ani de mariaj, Maurizio o părăsește pe Patrizia pentru o femeie mai tânără, spunându-i că pleacă într-o scurtă călătorie de afaceri. El nu s-a mai întors niciodată acasă. În anul 1991 Patrizia și Maurizio Gucci divorțează. Ca parte a aranjamentului, Patrizia Reggiani primește anual echivalentul a $500,000 pentru pensia alimentară. În anul 1992 ea a fost diagnosticată cu o tumoare pe creier, care a fost eliminată fără nici o consecință negativă. În data de 27 martie, 1995, soțul ei a fost împușcat și omorât la muncă pe treptele biroului său de un bărbat angajat de Patrizia.

## Procesul
Pe 31 ianuarie 1997 Patrizia Reggiani a fost arestată, iar în 1998 a fost condamnată pentru uciderea soțului ei la 29 de ani de închisoare. Procesul a atras intens interesul mass-media, de unde Reggiani a devenit cunoscută sub numele de "Văduva Neagră".
Fiicele ei au cerut răsturnarea condamnării, susținând că o tumoare pe creier i-a afectat personalitatea. În anul 2000, curtea de apel din Milano a confirmat condamnarea, dar a redus pedeapsa la 26 de ani. În același an, Reggiani a încercat să se sinucidă, spânzurându-se cu un șiret, dar a fost salvată.
În octombrie 2011, i-a fost oferită posibilitatea de a ieși din închisoare, dar a refuzat spunând că "Nu am lucrat niciodată în viața mea și cu siguranță nu am de gând să încep acum".

## Legături externe
- http://turtlemeat.com/invest/the-maurizio-gucci-story/23/ Arhivat în 31 iulie 2021, la Wayback Machine.
- http://www.nytimes.com/1998/05/20/world/milan-journal-the-black-widow-goes-on-trial-in-gucci-slaying.html